# Предраг Ћеранић
Предраг Ћеранић (Зеница) српски је универзитетски професор и бивши обавештајац.

## Биографија
Студирао је у Сарајеву где је почео да ради за Службе државне безбједности Сектора Сарајево - СФРЈ.
На факултету безбједносних наука Универзитета у Бањој Луци ради као ванредни професор и предаје предмете: Обавјештајно безбједносна дјелатност и службе, Општи и безбједносни менаџмент, Систем безбједности и заштите, Обавјештајно безбједносна дјелатност и службе, Општи и безбједносни менаџмент, Основе безбједносних наука, Систем безбједности и заштите, Основе безбједносних наука, Системи безбједности.

## Дела
Књиге
- БЕЗБЈЕДНОСНА ПОЛИТИКА - Прилике у Босни и Херцеговини
- У ДВОРИШТУ "МАЛИХ РУСА"
- КОМЕ ТО СМЕТАЈУ "МАЛИ РУСИ"?
- Изнад тајних служби
- Ко чува чуваре
- Ко контролише обавјештајне службе

Радови
- Приватна и/или корпоративна безбједност – Да ли постоје концептуалне сличности и разлике?
- ЕНЕРГЕТСКА БЕЗБЈЕДНОСТ БОСНЕ И ХЕРЦЕГОВИНЕ
- Securitization of migration in European Union and the role of private security firms
- Превенција радикализације, насилног екстремизма и тероризма кроз систем образовања у Републици Српској
- Русија и безбједност Западног Балкана
- ЕКОЛОШКА БЕЗБЈЕДНОСТ БОСНЕ И ХЕРЦЕГОВИНЕ
- Угрожавање безбједности Републике Српске, са посебним освртом на тероризам
- Идеологија Муслиманског братства – нови крој за тероризам на Балкану
- Јавне политике Савезне Републике Њемачке у области безбједности
- Идејна кретања унутар вехабијског покрета у БиХ
- Исламски екстремизам у Босни и Херцеговини као безбједносна пријетња Републици Српској
- Безбедносни менаџмент у обавештајним организацијама
- Креирање јавних политика
- Шта су јавне политике
- Специфичност радних односа запослених у систему безбједности Босне и Херцеговине
- Потреба за контролом - потреба за демократским надзором
- Оружане снаге Босне и Херцеговине - пријетња или заштита грађана
- Контрола обавјештајних служби у ЕУ
- Развој контроле обавјештајне службе у БиХ
- Радови са скупова
- СОЦИЕТАЛЬНАЯ БЕЗОПАСНОСТЬ И ЗАЩИТА НАЦИИ В КОНТЕКСТЕ ГЛОБАЛИЗАЦИИ
- Security in the Western Balkans – Current State and Prospects
- Радикализација и насилни екстремизам који воде ка тероризму
- Ефекти и домети информационог система „SIPRES“ на ефикасност и независност правосуђа у Србији
- Агенције за провођење закона у функцији Тужилаштва БиХ
- Западни Балкан у контексту конфликтне глобализације
- Западни Балкан у контексту конфликте глобализације (The Western Balkan in the context conflicting globalization)
- Јавне политике Босне и Херцеговине у социјеталној безбједности /Public policy of Bosnia and hercegovina in societal security
- Правно уређење пословања привредних друштава у Босни и Херцеговини
- Правно - политички аспекти цивилне контроле система безбједности у БиХ
- Остали радови
- Студије система националног интегритета за Босну и Херцеговину